# Amerikai fater
Az Amerikai fater (eredeti címén American Dad!) 2005 óta vetített amerikai animációs szitkom, alkotói Seth MacFarlane, Mike Barker és Matt Weitzman (egyben a Family Guy című animációs sorozat alkotói is). A sorozatot az Underdog Productions, a Fuzzy Door Productions és a 20th Television gyártja.
A sorozat főszereplője Stan Smith (Seth MacFarlane), aki mint a CIA fegyverszakértője és mint büszke családapa éli mindennapjait, és óvja országát a terrorizmustól a virginiai Langley Falls-ban. Stan felesége, a kedves Francine (Wendy Schaal), aki konzervatív férje kedvéért teljesen elnyomta egykori kicsapongó énjét. Stan folyamatos összeütközésben van ultraliberális 18 éves lányával, Hayley-vel (Rachael MacFarlane), akit arra kényszerít, hogy haladjon át egy repülőtérire emlékeztető biztonsági kapun, akárhányszor hazatér a helyi egyetemről, ahol a lány feminista jogokat tanul. Hayley 15 éves öccse, a boldogtalan és szerencsétlen Steve (Scott Grimes) még a pubertáskor határán lépdel, de alapvetően vesztes alkat.
A Smith-ház még két különös lakót tartogat a nézők számára: itt van Roger (Seth MacFarlane), a szarkasztikus alkoholista földönkívüli, akit Stan „megszöktetett” az 51-es körzetből, azóta a család nyakán lóg, és Klaus (Dee Bradley Baker), egy aranyhal. Klaus hajdan NDK-s síugró volt, akinek az agyát a CIA átültette egy aranyhalba, hogy megakadályozzák győzelmét az olimpián.
Ez a radikálisan különböző személyiségekkel megtöltött család a kölcsönös szeretethez és megbecsüléshez próbál meg utat találni ebben a krízisekkel teli, stresszes világban. A sorozat humoros formában közelíti meg az Amerikai Egyesült Államokban uralkodó társadalmi igazságtalanságot, és a néha túlzó patrióta, republikánus és liberális eszméket.
A sorozat első tizenegy évadát Amerikában 2005 és 2014 között a Fox, míg a tizenkettedik évadtól a huszonegyedikig, 2014 és 2025 között a TBS vetítette, míg Magyarországon 2009 és 2013 között Viasat 6 (korábban TV6), 2017 és 2021 között a TV2 Comedy (korábban: Humor+), 2024-től az RTL Kettő sugározza az új részeket. 2022. június 14-e óta a Disney+-on is elérhető szinkronnal, a 18. évad is itt debütált szinkronosan.
2026-tól újra a Foxon vetítik a sorozatot.

## Szereplők
| Szereplő                             | Eredeti hang                                             | Magyar hang | Megjegyzés: |
| ------------------------------------ | -------------------------------------------------------- | --- | --- |
| Stan Smith                           | Seth MacFarlane                                          | Kassai Károly | A sorozat főszereplője és Francine férje, a CIA-nak dolgozik. |
| Roger                                | Seth MacFarlane                                          | Pusztaszeri Kornél | Stan legjobb barátja, egy szarkasztikus, alkoholista űrlény, akit Stan mentett meg az 51-es zónából. Űrlény lévén nem mehet ki a házból, se a padlásról, ha vendég van a házban, de a legtöbb részben jelmezeket hord. Minden jelmez különböző személyiségeket takar, egyszer az egyik személyisége "szabadon" mozgott. |
| Francine Smith                       | Wendy Schaal                                             | Kocsis Mariann | Stan felesége, Hayley és Steve anyja, korábban ingatlanközvetítőként dolgozott, jelenleg háziasszonyként tevékenykedik. |
| Steve Smith                          | Scott Grimes                                             | Szvetlov Balázs | Stan és Francine szemüveges fia, és Hayley öccse, egy vesztes tinédzser. Legjobb barátai a csóró Snot, a kövér Barry és az angol nyelvet nem beszélő Toshi. |
| Hayley Smith                         | Laura Prepon (1. hang) Rachael MacFarlane (2. hang, fő)  | Dögei Éva | Stan és Francine lánya, Steve nővére, és Jeff felesége, hippi, aki megpróbál normális életet élni. Az egyik részből kiderül, hogy nem is biztos, hogy Stan az apja. |
| Jeff "Smith" Fischer                 | Jeff Fischer                                             | Markovics Tamás | Hayley férje, aki marihuánát, füvet termel és szed, egy lakókocsiban lakik. |
| Klaus Heissler                       | Dee Bradley Baker                                        | Galbenisz Tomasz | A Smith család házikedvence, régen egy német síugró volt, majd a CIA kicserélte az agyát egy aranyhaléval. |
| Jack Smith                           | Daran Norris                                             | Orosz István (1. hang) Borbiczki Ferenc (2. hang) Bartók László (3. hang)                                                                                          | Stan apja, Steve és Hayley nagyapja, Betty egykori férje, elvileg életfogytiglannal ül börtönben. |
| Betty Smith                          | Swoosie Kurtz                                            | Némedi Mari (1. hang) Halász Aranka (2. hang) Dóka Andrea (3. hang)                                                                                                | Stan anyja, Steve és Hayley nagymamája, Jack volt felesége, jól nevelte a fiát, Stan-t. Jack távolléte után Herkules lett a férje, annak halála után mással alkotott párt. |
| Cassandra Dawson                     | Holland Taylor                                           | Ullmann Zsuzsa (1. hang) Halász Aranka (2. hang) | Francine igazi anyja, egy beképzelt gazdag nő. |
| Nicholas Dawson                      | Jeff Perry                                               | Szatmári Attila (1. hang) Petridisz Hrisztosz (2. hang) Forgács Gábor (3. hang)                                                                                    | Francine igazi apja, lányukat eldobták maguktól miután egyszer nem akarták felengedni őket gyerekkel az első osztályra. |
| Māma Ling                            | Amy Hill                                                 | Halász Aranka (1. hang) Dóka Andrea (2. hang) | Francine Japán anyja, kedvenc időtöltése a díszlelgetés, ruhateregetés és a főzés. |
| Bàba Ling                            | Tzi Ma                                                   | Forgács Gábor (1. hang) Albert Péter (2. hang) Fehér Péter (3. hang)                                                                                               | Francine Japán apja, kedvenc időtöltése a fűnyírás, építkezés, és agyagozás. |
| Schumely "Snot" Lonstein             | Curtis Armstrong                                         | Harsányi Bence (1-7. évad) Baráth István (8. évad) Czető Roland (9-17. évad és 19. évadtól) Sörös Miklós (18. évad)                                                | Steve legjobb barátja az iskolában. Szegény családból származik, édesanyjával él egy lepusztult házban. |
| Barry Robinson                       | Eddie Kaye Thomas (1. hang, fő) Craig Ferguson (2. hang) | Előd Botond (1-8. évad) Baradlay Viktor (2. hang) Czető Ádám (3. hang) Sörös Miklós (4. hang, egyetlen rész) Papucsek Vilmos (5. hang) Hamvas Dániel (18. évadtól) | Steve legjobb kövér barátja az iskolában. Stan idegesítőnek tartja és sokszor leordítja a fejét. Egy részben Stan lecserélte Stevet Barryre és rábeszélte hogy ne vegye be a különleges vitaminjait, amitől gonosszá vált.                                                                                              |
| Toshi Yoshida                        | Daisuke Suzuki                                           | Baráth István (ritkán, a többi részben eredeti hangon szólal meg).                                                                                                 | Steve japán barátja az iskolában. Valójában nem kedveli Stevet, de mivel nem beszél angolul így erről a többiek semmit sem tudnak. |
| Akiko Yoshida                        | Grey DeLisle                                             | Molnár Ilona (1. hang) Pekár Adrienn (2. hang) | Toshi fiatalabb nővére, tud zenélni, betűzni és tolmácsol bátyjának, aminek ő aztán lerajzolja a jelentését. |
| Greg Corbin                          | Seth MacFarlane                                          | Láng Balázs (1. hang) Turi Bálint (2. hang) Sörös Miklós (3. hang) Seder Gábor (4. hang)                                                                           | Terry párja, aki újságon olvas a tévében. |
| Terry Bates                          | Mike Barker                                              | Simon Kornél (1. hang) Turi Bálint (2. hang) | Greg párja, aki pedig a súgógépen olvas a tévében. |
| Lisa Silver                          | Carmen Electra (1. hang) Elizabeth Banks (2. hang, fő)   | Molnár Ilona | Steve barátnője volt, de szakít vele. |
| Avery Bullock                        | Patrick Stewart                                          | Albert Péter (1. hang) Cs. Németh Lajos (2. hang) Bácskai János (3. hang fő) Varga T. József (4. hang) Juhász Zoltán (5. hang csak egyetlen részben)               | Stan főnöke a CIA-ban, aki a legjobbat és az igazságot mondja a terrorista elhárításról. |
| Dick Reynolds                        | Stephen Root                                             | Szokolay Ottó (1. hang) Maday Gábor (2. hang) Turi Bálint (3. hang) Szatmári Attila (4. hang) Gardi Tamás (5. hang) Juhász Zoltán (6. hang)                        | Stan társa a CIA-ban, aki lényegesen megvédi velük közösen Amerikát a terrorizmustól. |
| Jackson ügynök                       | Mike Henry                                               | Kapácsy Miklós (1. hang fő) Mohácsi Norbert (2. hang) Bor László (3. hang) Pásztor Tibor (4. hang)                                                                 | Stan és Dick társa a CIA-ban, aki az Amerikáról szóló híreket szerzi. |
| Ray                                  | Victor Raider-Wexler                                     | Kapácsy Miklós | Stan és a többi társainak igazgatója a CIA-ban, akinek elmondja a tényeket és véleményeket. |
| Donald Trump                         | Donald Trump                                             | (nem beszél, de morog) | Amerikai Egyesült Államok negyvenötödik elnöke, akikkel a CIA-korruptakkal jött letartóztatni az ingatlanközvetítő főnökét (a valóságban 2016 novembere óta megválasztották őt). |
| Brian "Lewis" igazgató               | Kevin Michael Richardson                                 | Tolnai Miklós (1. hang) Bolla Róbert (2. hang) Papucsek Vilmos (3. fő hang) Hajdu Steve (4. hang) Turi Bálint (5. hang)                                            | Steve iskolájának igazgatója. |
| Debra "Debbie" Hyman                 | Lizzy Caplan                                             | Kokas Piroska | Steve kövér barátnője, sokszor szakítottak és jöttek össze újra. |
| Travis Bowe                          | Brook Gardner                                            | Németh Kristóf | Francine egykori jegyese, aki farmon dolgozik és él. |
| Turlington magánnyomozó              | Forest Whitaker                                          | Papucsek Vilmos (1. hang) Megyeri János (2. hang) Maday Gábor (3. hang) Kapácsy Miklós (4. hang)                                                                   | A Chimdale sötét zsaruja, aki biztosítja a lakosokat és a többi helyszínt, a későbbiekben sulinyomozó a Pearl Bailey-ben. |
| Albus Dumbledore (Bob) professzor    | Michael Gambon (1. hang) Jude Law (2. hang)              | Maday Gábor | Egy varázslóképző-suli tanára a Harry Potter filmekből és könyveiből. |
| Egyik kamionos                       | Seth Green                                               | Schmied Zoltán | A vidéken dolgozó ember, aki kamiont vezet. |
| Barack Obama elnök                   | Barack Obama                                             | Pál Tamás | Az Amerikai Egyesült Államok negyvennegyedik elnöke, de fehér házban dolgozott, és ezek után 2016 novembere óta Donald Trump került a helyére. |
| Buszsofőr                            | Patrick Warburton                                        | Pipó László | A vidéken dolgozó ember, aki utasokat szállít kiránduláskor. |
| Rusty                                | Lou Diamond Phillips                                     | Sótonyi Gábor | Stan indiai nagyapja, gazdagemberként dolgozik istennel. |
| Héctor Elizondo, a motel igazgatója  | Héctor Élizondo                                          | Rosta Sándor | A sorozat magánszemélye, de a motel üzletembere a lényeges véleményeket mond. |
| Patrick Nagel művész                 | Patrick Nagel                                            | Holl Nándor | A sorozat magánszemélye is, a motel szobában lévő műveket festi. |
| Sara Blanch (Francine álneve)        | Wendy Schaal                                             | Kocsis Mariann | Francine helyettesíti az előző nőt álruhával, és a motelben dolgozik. |
| Peter Griffin                        | Seth MacFarlane                                          | Kerekes József (1. hang, fő) Szokol Péter (2. hang) | A Family Guy főszereplője, sörgyárban dolgozik. |
| Cleveland Brown                      | Mike Henry                                               | Kapácsy Miklós (1. hang, fő) Seszták Szabolcs (2. hang) | A Cleveland Show főszereplője, egykor saját vegyesboltja volt, most kábeltévé szerelőként dolgozik. |
| Etan Cohen                           | Seth Rogen (1. hang) Seth Green (2. hang)                | Molnár Levente | Debbie barátja, de a barátnő-visszakapás során folyton összeveszik Steve barátjával, na és persze a Steve barátai az ördögi ötleteket adnak neki. |
| Reginald Koala                       | Donald Fullilove (1. hang, fő) Erick Durbin (2. hang)    | Schnell Ádám (1. hang) Seszták Szabolcs (2. hang) | Hayley kedvenc ausztrál származású háziállata, fára mászik. |
| Jim (CIA mellék-munkatárs)           | Patrick Wilson                                           | Haagen Imre | Meg férje, és Stan ellenzéki társa a CIA-ban, aki hamar elcsórta Francine-t, de Stan próbálja visszavenni a feleségét. |
| Meg Penner                           | Amy Sedaris                                              | Orosz Helga | Jim felesége a fogorvosban, de Stan próbál is visszaadni a feleségét. |
| Milliomos Matt Davis                 | Pete Holmes                                              | Lippai László (1. hang) Joó Gábor (2. hang) | Hayley másik párja, akivel próbál randizni, de Hayley-nek sikerült beszélni Jeff-fel a rádión. |
| Jim (transzformátor szerelő)         | Elias Koteas                                             | Gubányi György István | Mikey legjobb társa volt a transzformátor javításán lévő aranykincs keresése során. |
| Mikey (transzformátor szerelő társa) | Mike Barker                                              | Haagen Imre | Jim legjobb társa volt, de az aranykincs keresése során ezzel ütötte a társát, és véletlenül kis idővel ott felejtette a villáskulcsot. |
| Harland biztos úr                    | William Fichtner                                         | Szatmári Attila | Egy Langley Falls-i zsaru, aki a Jim-hez megy hozzá és megkérdezi a sofőrt, hogy mi a pálya az autós helyzettel. |
| Chelsea                              | Alyson Hannigan                                          | N/A | A másik gimiből érkezett diák, aki Steve legjobb barátnője a "Virtuális Stan" c. epizódban és néhány részben is. |
| Yo Yo                                | Missy Elliott                                            | N/A | A másik gimiből érkezett rapper, aki nyomja a rappelő zenéket. |
| Jay Thomas                           | Brett Morris                                             | Rosta Sándor | Stan legeslegjobb barátja a templomban, akivel lógni megy szórakozásra és a kedvenc hangszere a Kecskegitár. |
| Sergei Kruglov                       | Steve Hely                                               | Rosta Sándor | Steve legjobb kommunizmus barátja, aki segít mindenkinek gyártani a Szovjetuniós módszerű rakétákat. |
| Dill Sheppard                        | André Sogliuzzo                                          | Fekete Zoltán | Hayley különös párja a Jeff-fel való szakításakor, aki megpróbál esküvőben megkéri a lányt, de elhárult a Stan problémája. |
| Buckle                               | Matt McKenna                                             | Faragó András | Vidéki vadász, aki a sült tonhalakra, grillezett sajtra és a grillezett ételekre éhez. |
| Bíró                                 | Matt Weitzman                                            | Csuha Lajos | A Langley Falls járásbíróság fő-ítélőembere. |
| Arboreus                             | David Herman                                             | Elek Ferenc | Farkasember a vidéken, de állatokra éhez izgulva. |
| Donovan atya                         | Martin Mull                                              | Bácskai János | A templom plébánosa, és imákat szólalja az esküvőkor, pünkösdkor, temetés előtti eseménykor, állami ünnepkor és karácsonykor. |
| Rogu                                 | Dee Bradley Baker                                        | Turi Bálint (17. évad) Szabó Andor (18. évadtól) | Roger gyereke, lassan beszél. |

### További magyar hangok
- Agócs Judit
- Andresz Kati
- Bajor Imre
- Balázs Péter
- Barabás Kiss Zoltán
- Barát Attila
- Baráth István
- Barbinek Péter
- Bartók László
- Beratin Gábor
- Bergendi Áron
- Berkes Bence
- Bertalan Ágnes
- Bogdányi Titanilla
- Bognár Tamás
- Bolla Róbert
- Bor László
- Bordás János
- Botár Endre
- Both András
- Bozsó Péter
- Csankó Zoltán
- Csőre Gábor
- Csuja Imre
- Crespo Rodrigo
- Czvetkó Sándor
- Dányi Krisztián
- Dolmány Attila
- Dóka Andrea
- Előd Álmos
- Endrédi Máté
- Epres Attila
- Erdős Borcsa
- Fesztbaum Béla
- Forgács Gábor
- Gacsal Ádám
- Gardi Tamás
- Geri Tamás
- Gálvölgyi János
- Hamvas Dániel
- Harcsik Róbert
- Háda János
- Hám Bertalan
- Herrer Sára
- Hernádi Judit
- Illyés Mari
- Imre István
- István Dániel
- Iszak Eszter
- Jakab Csaba
- Joó Gábor
- Juhász Judit
- Kajtár Róbert
- Karácsonyi Zoltán
- Kassai Ilona
- Kádár-Szabó Bence
- Kárpáti Levente
- Kerekes József
- Kisfalusi Lehel
- Kisfalvi Krisztina
- Kis Horváth Zoltán
- Kiss Virág
- Koncz István
- Kovács István
- Kovács Nóra
- Laurinyecz Réka
- László Zsolt
- Maday Gábor
- Major Melinda
- Majorfalvi Bálint
- Melis Gábor
- Mezei Kitty
- Mihályi Győző
- Mohácsi Nóra
- Molnár Ilona
- Molnár Levente
- Mucsi Zoltán
- Nádasi Veronika
- Nándorfi Krisztina
- Náray Erika
- Nemes Takách Kata
- Nagy-Németh Borbála
- Németh Gábor
- Németh Kriszta
- Orbán Gábor
- Ősi Ildikó
- Pál Dániel Máté
- Pálmai Szabolcs
- Pál Tamás
- Pálos Zsuzsa
- Papp János
- Peller Anna
- Peller Mariann
- Pikali Gerda
- Renácz Zoltán
- Rékasi Károly
- Roatis Andrea
- Rosta Sándor
- Sánta Annamária
- Scherer Péter
- Schneider Zoltán
- Schnell Ádám
- Seder Gábor
- Solecki Janka
- Sipos Eszter Anna
- Szabó Máté
- Szabó Sípos Barnabás
- Szabó Zselyke
- Szebeni Tamás
- Szentirmai Zsolt
- Szokol Péter
- Szrna Krisztián
- Tarján Péter
- Till Attila
- Törköly Levente
- Varga Gábor
- Varga Rókus
- Vass Gábor
- Várkonyi András
- Vámos Mónika
- Végh Ferenc
- Welker Gábor
- Zámbori Soma
- Závodszky Noémi
- Zsurzs Kati

### Magyar változat
- Magyar szöveg: Gecse Attila (9. évadtól)
- Hangmérnök: Faragó Imre (9–17. évad), Lipics Bálint (18. évadtól)
- Vágó: Völner Ágnes (9–17. évad)
- Gyártásvezető: Kovács Mariann (9–17. évad), Bogdán Anikó (18. évadtól)
- Szinkronrendező: Gellén Attila (9-15. évad), Vági Tibor (16–17. évad), Király Adrián (18. évadtól)
- Produkciós vezető: Orosz Katalin
- Felolvasó: Kovács M. István (1–6. évad), Bozai József (7–16. évad), Korbuly Péter (17. évad), Pál Tamás (18. évadtól)

A szinkront a Viasat 3 (1–8. évad), TV2 Csoport (9–17. évad), majd a Disney+ megbízásából, az SDI Media Hungary (1–8., 18. évadtól), Masterfilm Digital Kft. (9–17. évad) készítette.

## Epizódok

### Statisztikák
| Évad | Évad premier         | Évad finálé     | TV-s évad | Osztályzás | Nézők (milliókban) |
| ---- | -------------------- | --------------- | --------- | ---------- | ------------------ |
| 1.   | 2005. február 6.     | 2006. május 14. | 2005–2006 | #85        | 7.1                |
| 2.   | 2006. szeptember 10. | 2007. május 20. | 2006–2007 | #79        | 7.6                |
| 3.   | 2007. szeptember 30. | 2008. május 18. | 2007–2008 | #105       | 6.6                |
| 4.   | 2008. szeptember 28. | 2009. május 17. | 2008–2009 | #96        | 5.5                |
| 5.   | 2009. szeptember 27. | 2010. május 16. | 2009–2010 | #84        | 5.9                |